# Ischnoptera ignobilis
Ischnoptera ignobilis es una especie de cucaracha del género Ischnoptera, familia Ectobiidae. Fue descrita científicamente por Saussure en 1864.
Habita en Perú, Bolivia, Paraguay y Argentina.